# Panaxia quadripunctaria
Panaxia quadripunctaria is een beervlinder uit de familie van de spinneruilen (Erebidae). De wetenschappelijke naam van de soort is voor het eerst geldig gepubliceerd in 1761 door Nicolaus Poda von Neuhaus.